# T'ezhdrunk'
T'ezhdrunk' är ett berg i Armenien. Det är beläget i den centrala delen av landet, 70 kilometer sydost om huvudstaden Jerevan. Toppen på T'ezhdrunk' är 1 725 meter över havet.
Terrängen runt T'ezhdrunk' är kuperad åt sydväst, men åt nordost är den bergig. Närmaste större samhälle är Yeghegnadzor, 19,6 kilometer öster om T'ezhdrunk'. 
Trakten runt T'ezhdrunk' består i huvudsak av gräsmarker. Runt T'ezhdrunk' är det ganska tätbefolkat, med 70 invånare per kvadratkilometer. Inlandsklimat råder i trakten. Årsmedeltemperaturen i trakten är 13 °C. Den varmaste månaden är juli, då medeltemperaturen är 30 °C, och den kallaste är januari, med −8 °C. Genomsnittlig årsnederbörd är 625 millimeter. Den regnigaste månaden är maj, med i genomsnitt 84 mm nederbörd, och den torraste är augusti, med 11 mm nederbörd.